# مطار قم الدولي
مطار قم الدولي (بالفارسية : فرودگاه بین‌المللی قم) (بالإنجليزية : Qom International Airport) هو مطار إيراني يقع في مدينة قم الإيرانية .

## وجهات وشركات الطيران

### الركاب
| شركـات طيـران                             | الوجهات | Terminal |
| ----------------------------------------- | --- | -------- |
| خطوط ايجه الجوية                          | مطار أثينا الدولي | 1 A & B  |
| إيروفلوت                                  | مطار شيريميتييفو الدولي | 1 A & B  |
| العربية للطيران                           | مطار الشارقة الدولي | 1 A & B  |
| الخطوط الجوية الإيطالية                   | مطار ليوناردو دا فينشي | 1 A & B  |
| الخطوط الجوية آتا                         | مطار باطومي الدولي, مطار تبليسي الدولي | 1 A & B  |
| الخطوط الجوية النمساوية                   | مطار فيينا الدولي | 1 A & B  |
| الخطوط الجوية الأذربيجانية                | Baku | 1 A & B  |
| طيران بيلافيا                             | Seasonal: مطار مينسك الدولي | 1 A & B  |
| Bulgarian Air Charter                     | Seasonal charter: Varna | 1 A & B  |
| Caspian Airlines                          | مطار دمشق الدولي، مطار دبي الدولي، مطار إسبرطة سليمان ديميرل ‏، مطار النجف الدولي، مطار السليمانية الدولي | 1 A & B  |
| خطوط جنوب الصين الجوية                    | مطار أورومتشي الدولي | 1 A & B  |
| Corendon Airlines                         | مطار أنطاليا، مطار صبيحة كوكجن الدولي | 1 A & B  |
| طيران الإمارات                            | مطار دبي الدولي | 1 A & B  |
| الاتحاد للطيران                           | مطار أبوظبي الدولي | 1 A & B  |
| يورو وينجز operated by صن إكسبريس ألمانيا | مطار كولونيا بون الدولي (begins November 8, 2015) | 1 A & B  |
| فلاي دبي                                  | مطار دبي الدولي | 1 A & B  |
| Freebird Airlines                         | Seasonal: مطار أضنة ساكيرباسا، Bursa، مطار غازي عنتاب الدولي، مطار عدنان مندريس | 1 A & B  |
| خطوط جرمانيا الجوية                       | مطار برلين شونفيلد, مطار دوسلدورف الدولي | 1 A & B  |
| طيران الخليج                              | مطار البحرين الدولي | 1 A & B  |
| إيران للطيران                             | مطار سخيبول أمستردام، مطار إيسنبوغا الدولي، مطار بغداد الدولي، Baku، مطار بكين العاصمة الدولي، مطار بيروت رفيق الحريري الدولي، مطار كولونيا بون الدولي، مطار دمشق الدولي، مطار دبي الدولي، مطار فرانكفورت، Gothenburg-Landvetter، مطار هامبورغ، مطار أتاتورك الدولي، مطار جناح الدولي، مطار كوالالمبور الدولي، مطار لندن هيثرو، مطار مالبينسا، مطار تشاتراباتي شيفاجي الدولي، مطار شيريميتييفو الدولي, مطار باريس أورلي، مطار ليوناردو دا فينشي، مطار ستوكهولم أرلاندا، مطار طشقند الدولي, مطار فيينا الدولي | 1 A & B  |
| إيران آيرتور                              | Seasonal: مطار أضنة ساكيرباسا، مطار حمد الدولي، مطار دبي الدولي، مطار إسبرطة سليمان ديميرل ‏ | 1 A & B  |
| آسمان للطيران                             | مطار دبي الدولي، مطار أتاتورك الدولي، مطار صبيحة كوكجن الدولي، مطار كابل الدولي، مطار كوالالمبور الدولي، مطار السليمانية الدولي، مطار طشقند الدولي، مطار يريفان الدولي Seasonal charter: مطار إسبرطة سليمان ديميرل ‏، مطار عدنان مندريس، Varna | 1 A & B  |
| الخطوط الجوية العراقية                    | مطار بغداد الدولي، مطار النجف الدولي | 1 A & B  |
| كام إير                                   | مطار كابل الدولي | 1 A & B  |
| کیش ایر                                   | مطار النجف الدولي | 1 A & B  |
| الخطوط الجوية الكويتية                    | مطار الكويت الدولي | 1 A & B  |
| لوفتهانزا                                 | مطار فرانكفورت | 1 A & B  |
| ماهان إير                                 | مطار ألماتي الدولي، مطار إيسنبوغا الدولي، مطار أثينا الدولي, مطار البحرين الدولي، مطار سوفارنابومي الدولي، مطار بكين العاصمة الدولي، مطار بيروت رفيق الحريري الدولي، مطار الملك فهد الدولي، مطار انديرا غاندي الدولي، مطار دبي الدولي، مطار دوسلدورف الدولي، مطار أربيل الدولي، مطار قوانغتشو باييون الدولي، Isparta، مطار أتاتورك الدولي، مطار عدنان مندريس، مطار كابل الدولي، مطار بوريسبيل الدولي، مطار كوالالمبور الدولي، مطار الكويت الدولي، مطار مالبينسا, مطار فنوكوفو الدولي، مطار ميونخ الدولي، مطار بولكوفو, مطار شانغهاي بودنغ الدولي، مطار سوتشي الدولي, مطار تبليسي الدولي, مطار يريفان الدولي Seasonal charter: مطار أنطاليا، مطار هنري كواندا الدولي، Burgas، كولمبو، مطار غوا الدولي، مطار قونية، مطار لارنكا الدولي، Malé، مطار سير سيووساغور رامغولام الدولي، مطار الأمير محمد بن عبد العزيز الدولي، مطار النجف الدولي، Phuket، Varna | 1 A & B  |
| Meraj Airlines                            | مطار إيسنبوغا الدولي، Isparta، مطار أتاتورك الدولي، مطار صبيحة كوكجن الدولي، مطار عدنان مندريس، مطار الكويت الدولي، مطار النجف الدولي Seasonal: مطار أنطاليا، مطار بغداد الدولي، مطار دبي الدولي، مطار كوالالمبور الدولي، Varna | 1 A & B  |
| الطيران الجديد تونس                       | Seasonal charter: مطار النفيضة الحمامات الدولي، مطار الحبيب بورقيبة الدولي، مطار تونس قرطاج الدولي | 1 A & B  |
| الطيران العماني                           | مطار مسقط الدولي | 1 A & B  |
| Onur Air                                  | Seasonal: مطار أضنة ساكيرباسا | 1 A & B  |
| خطوط بيغاسوس                              | مطار صبيحة كوكجن الدولي Seasonal: مطار أضنة ساكيرباسا، مطار غازي باشا، مطار غازي عنتاب الدولي | 1 A & B  |
| الخطوط الجوية القطرية                     | مطار حمد الدولي | 1 A & B  |
| Qeshm Airlines                            | مطار بغداد الدولي، مطار سوفارنابومي الدولي, مطار دبي الدولي، مطار أتاتورك الدولي، مطار عدنان مندريس، مطار النجف الدولي، مطار السليمانية الدولي Seasonal charter: مطار هنري كواندا الدولي، مطار إسبرطة سليمان ديميرل ‏، مطار قونية، مطار لارنكا الدولي، مطار بولكوفو، Varna | 1 A & B  |
| مؤسسة الطيران العربية السورية             | مطار دمشق الدولي | 1 A & B  |
| تابان للطيران                             | مطار إيسنبوغا الدولي، مطار دوشانبي الدولي، مطار أتاتورك الدولي، مطار عدنان مندريس، مطار دوموديدوفو الدولي، مطار النجف الدولي Seasonal: مطار بوريسبيل الدولي، مطار جناح الدولي، مطار بولكوفو | 1 A & B  |
| Tailwind Airlines                         | Seasonal: مطار أضنة ساكيرباسا، مطار أنطاليا | 1 A & B  |
| Tajik Air                                 | مطار دوشانبي الدولي | 1 A & B  |
| الخطوط الجوية التركية                     | مطار إيسنبوغا الدولي، مطار أتاتورك الدولي، مطار صبيحة كوكجن الدولي Seasonal: مطار إسبرطة سليمان ديميرل ‏ | 1 A & B  |
| الخطوط الجوية الدولية الأوكرانية          | Seasonal: مطار بوريسبيل الدولي | 1 A & B  |
| الخطوط الأوكرانية المتوسطية               | مطار بوريسبيل الدولي | 1 A & B  |
| Zagros Airlines                           | مطار بغداد الدولي، مطار البحرين الدولي، Isparta، مطار عدنان مندريس | 1 A & B  |

### الحمولة
| شركـات طيـران         | الوجهات | Terminal |
| --------------------- | --- | -------- |
| إيران للطيران         | مطار سخيبول أمستردام، مطار إيسنبوغا الدولي، Baku، مطار سوفارنابومي الدولي، مطار بكين العاصمة الدولي، مطار بيروت رفيق الحريري الدولي، مطار كولونيا بون الدولي، مطار كوبنهاغن، مطار الملك فهد الدولي، مطار دبي الدولي، مطار حمد الدولي، مطار فرانكفورت، Gothenburg-Landvetter، مطار هامبورغ، مطار أتاتورك الدولي، مطار جناح الدولي، مطار كوالالمبور الدولي، مطار الكويت الدولي، مطار لندن هيثرو، مطار مالبينسا، مطار شيريميتييفو الدولي، مطار تشاتراباتي شيفاجي الدولي، مطار باريس شارل ديغول، مطار ستوكهولم أرلاندا، مطار طشقند الدولي، مطار فيينا الدولي | Cargo A  |
| لوفتهانزا للشحن       | مطار فرانكفورت | Cargo B  |
| خطوط بيغاسوس          | مطار صبيحة كوكجن الدولي | Cargo B  |
| الخطوط الجوية التركية | مطار نوي باي الدولي، مطار أتاتورك الدولي، مطار جناح الدولي | Cargo B  |
| الخطوط الجوية القطرية | مطار حمد الدولي، مطار هونغ كونغ الدولي | Cargo B  |